# Mangelia lineorosata
Mangelia lineorosata is een slakkensoort uit de familie van de Mangeliidae. De wetenschappelijke naam van de soort is voor het eerst geldig gepubliceerd in 1999 door Rolan & Otero-Schmitt.